# Блисан
Блисан (фр. Blussans) насеље је и општина у источној Француској у региону Франш-Конте, у департману Ду која припада префектури Монбелијар.
По подацима из 2011. године у општини је живело 189 становника, а густина насељености је износила 23,51 становника/km². Општина се простире на површини од 8,04 km². Налази се на средњој надморској висини од 295 метара (максималној 482 m, а минималној 290 m).

## Демографија
| 1962. | 1968. | 1975. | 1982. | 1990. | 1999. | 2011. |
| ----- | ----- | ----- | ----- | ----- | ----- | ----- |
| 153   | 195   | 197   | 221   | 193   | 176   | 189   |

График промене броја становника у току последњих година